# گمینا زاگرودنو
گمینا زاگرودنو (به لهستانی:  Gmina Zagrodno) یک گمینا در لهستان است که در شهرستان زووتوریا واقع شده‌است. گمینا زاگرودنو ۱۲۲٫۰۹ کیلومتر مربع مساحت و ۵٬۶۸۴ نفر جمعیت دارد.